# Douvres
Douvres is een gemeente in het Franse departement Ain (regio Auvergne-Rhône-Alpes). Douvres telde op 1 januari 2022 1.108 inwoners. De gemeente behoort tot het kanton Ambérieu-en-Bugey.

## Geografie
De oppervlakte van Douvres bedroeg op 1 januari 2022 5,26 vierkante kilometer; de bevolkingsdichtheid was toen 210,6 inwoners per km².
De onderstaande kaart toont de ligging van Douvres met de belangrijkste infrastructuur en aangrenzende gemeenten.

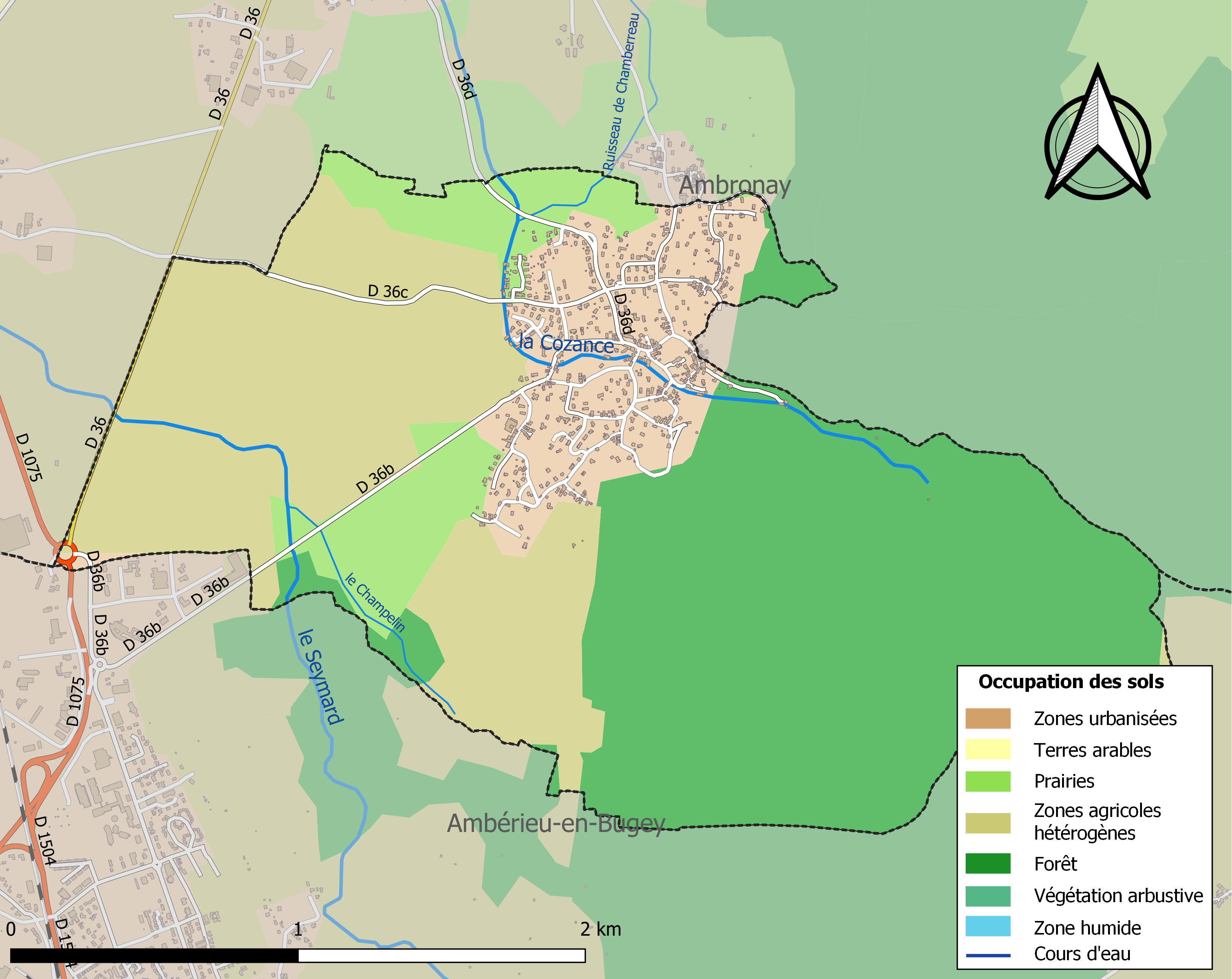

## Demografie
Onderstaande figuur toont het verloop van het inwoneraantal van Douvres vanaf 1962. De cijfers zijn afkomstig van het Frans bureau voor statistiek en bevatten geen dubbel getelde personen (volgens de gehanteerde definitie population sans doubles comptes).
Vanwege een beveiligingsprobleem met de MediaWiki Graph-software is het momenteel niet mogelijk deze grafiek weer te geven. Zodra de software is bijgewerkt zal de grafiek vanzelf weer zichtbaar worden.
L'Abergement-de-Varey · Ambérieu-en-Bugey · Ambronay · Ambutrix · Arandas · Argis · Bettant · Château-Gaillard · Cleyzieu · Conand · Douvres · Nivollet-Montgriffon · Oncieu · Saint-Denis-en-Bugey · Saint-Maurice-de-Rémens · Saint-Rambert-en-Bugey · Torcieu · Vaux-en-Bugey